# Erica Lechner
Erika Lechner (Maranza, 28 mei 1947) is een Italiaans rodelaarster. 
Lechner stond tijdens de Olympische Winterspelen 1968 na drie afdalingen op de derde plaats achter twee Oost-Duitse dames. Alle drie de Oost-Duitse dames werden gediskwalificeerd vanwege verwarmde ijzers. De vierde afdaling werd vanwege de slechte weersomstandigheden afgelast. Door diskwalificatie van de Oost-Duitse dames kreeg Lechner de gouden medaille uitgereikt. Tijdens de wereldkampioenschappen 1971 in eigen huis won Lechner de zilveren medaille.

## Resultaten

### Wereldkampioenschappen
| Jaar | Plaats | Resultaat   |
| ---- | ------ | ----------- |
| 1971 | Olang  | individueel |

### Olympische Winterspelen
| Jaar | Plaats   | Resultaat               |
| ---- | -------- | ----------------------- |
| 1968 | Grenoble | individueel             |
| 1972 | Sapporo  | uitgevallen individueel |

1964: Ortrun Enderlein ·
1968: Erica Lechner ·
1972: Anna-Maria Müller ·
1976: Margit Schumann ·
1980: Vera Sosoelja ·
1984: Steffi Walter-Martin ·
1988: Steffi Walter-Martin ·
1992: Doris Neuner ·
1994: Gerda Weissensteiner ·
1998: Silke Kraushaar ·
2002: Sylke Otto ·
2006: Sylke Otto ·
2010: Tatjana Hüfner ·
2014: Natalie Geisenberger ·
2018: Natalie Geisenberger ·
2022: Natalie Geisenberger